# Aleko Lilius
Aleko Axel August Eugen Lilius (Saint-Pétersbourg, 2 avril 1890 - Helsinki, 24 juin 1977) est un aventurier international, homme d'affaires, diplomate, journaliste, consul de Perse[réf. nécessaire], écrivain et photographe finlandais d'origine russe et suédoise. Il a été décrit comme un journaliste anglais, un Finlandais avec des airs de Russe, un journaliste aventurier suédois, ou encore un journaliste américain intrépide. Il est l'auteur du livre J'ai navigué avec les pirates (I sailed with Chinese Pirates), qui raconte ses aventures alors qu'il naviguait avec des pirates chinois des mers du Sud .

## Biographie
Lilius est né le 2 avril 1890 à Saint-Pétersbourg. Son père travaillait en tant que traducteur pour le sénat de Finlande en Russie, et a servi en tant que capitaine du régiment Izmaïlovski. Sa mère, Natalia Stark, née au Caucase, est la fille du général Julius Starck,,.
Avant la Première Guerre mondiale, Lilius était un homme d'affaires prometteur et bien vu. En 1916, il était l'individu le plus taxé de Finlande en tant que banquier privé propriétaire de la Privatbanken I Helsingfors.
Dans sa jeunesse, il a exploré une bonne partie de l'Amérique, la Chine, l'Afrique du Nord et du Sud, avant de s'installer aux Philippines. Il s'inspira pour ses écrits de ses expériences vécues par exemple au Maroc, au Mexique ou en Chine. 
Les premières apparitions de Lilius en tant qu'écrivain se font pour le film finlandais Venusta etsimässä eli erään nuoren miehen ihmeelliset seikkailut (À la recherche de Vénus ou Les incroyables aventures d'un jeune homme).
Dans les années 1920, il collabore avec Rudolf Schuller en tant que photographe. Pendant les années 1920-1930, il travaille en tant que correspondant à l'étranger en Asie et en Afrique du Nord. Il emménage ensuite à New York dans la résidence Armour-Stiner, à Irvington.
Dans les années 1930, il fait plusieurs fois face au tribunal. D'après le journal Singapourien The Straits Time, il a été condamné pour fraude à deux mois de travaux forcés en 1929. Il est condamné quatre ans plus tard à un an et un jour de prison pour fraude de nouveau (pour avoir versé des chèques sans provision). Il conteste le jugement, gagne son deuxième procès et sa sanction est levée. En 1931, il porte plainte contre une compagnie ferroviaire philippine après un accident avec sa famille. Le cas se résout par le versement d'une somme de 30 865 pesos philippins.
Dans les années 1950, il vit au Maroc, pour finalement déménager en 1958 à Helsinki, et se consacre à la peinture. Il y meurt le 24 juin 1977.

## Œuvres

### J'ai navigué avec les pirates
Lilius est principalement connu en tant qu'auteur de J'ai navigué avec les pirates, récit du temps passé avec des pirates des mers du Sud de la Chine. D'après la critique originale du New York Times (27 juillet 1931) :
« Une rencontre avec une mystérieuse cheffe pirate, Lai Choi San, avec plusieurs milliers de boucaniers sans pitié sous son commandement […] Aleko E. Lilius, journaliste anglais, lors de son voyage en Orient, d'après l'éditeur, a réussi à gagner la confiance de cette femme peu ordinaire, et l'accompagna elle et ses desperados lors de l'une de ses expéditions sur une épave équipée de canons […] le seul homme blanc ayant navigué avec ces pirates »
Lai Choi San est largement reconnue comme la source d'inspiration du personnage « Femme Dragon », la femme fatale orientale du « comic strip » Terry et les Pirates de Milton Caniff. Dans son livre, Lilius fait référence à la reine des pirates plutôt qu'à la femme dragon, mais Caniff a fait une critique de la réimpression du livre par l'Oxford University Press, et dit qu'il est « une bonne lecture du style sensationnaliste du journalisme des années 20 […] plein d'action mais quelque peu superficiel »[réf. nécessaire].

## Sources
- (1919) Herr C.G's politiska affärer (Les affaires politiques de M. C.G)
- (années 1920) Extensive photography for the Rudolf Schuller Papers. Ces comptes rendus sont en fait des notes de terrain, des listes de vocabulaires, des manuscrits, et des photos des études de Schuller d'une partie des langages et dialectes Indiens du Mexique et d’Amérique Centrale, avec une attention particulière pour la culture et le langage des Indiens Huaxtèques. La collection appartient maintenant à l'institut de recherche sur l'Amérique Centrale de Université Tulane.
- (1928) Min kinesiska Krigsbok (Mon journal de guerre chinois). Éditeur : Hökerbergs
- (1931) Aleko E. Lilius, I Sailed with Chinese Pirates, New York, D. Appleton & Co, 1931
- (1948) The Romantic Thousand Islands, Their Towns and Times. Éditeur : Holliday Publications Ltd., Canada.
- (1956) Aleko E. Lilius, Turbulent Tangier, London, Elek Books, 1956 (OCLC 28756841)
- (1956) Ung man i farten (Mémoires : Le Voyage d'un Jeune Homme)
- (1957) Ett herrans liv (Mémoires : La Vie d'un Gentleman)
- (1962) The Romantic Thousand Islands: Photographs – Maps – History. Éditeur : Wallace
- Lilius a aussi publié plusieurs articles indépendants dans des magazines comme Argosy (Royaume-Uni) (Mai 1947), Stag (Février 1952), Adventure magazine (en) (Janvier 1953), The Wide World (Septembre 1930, Éditeur : George Newnes Ltd, Londres); et The Sphere Illustrated Newspaper (Londres) (4 Juillet 1931), qui était « un bref croquis du sultan de Sulu, courtisé par les États-Unis dans une tentative d'appaiser l'hositlité des Moro pendant sa gouvernance des Philippines » ; et le sultan de Sulu affirme que l'Angleterre « a volé »  le Bornéo du Nord (1964).
- (1991) Aleko E. Lilius, I Sailed with Chinese Pirates, Hong Kong, Oxford University Press reprint, 1991 (ISBN 0-19-585297-4)